# Pardubice

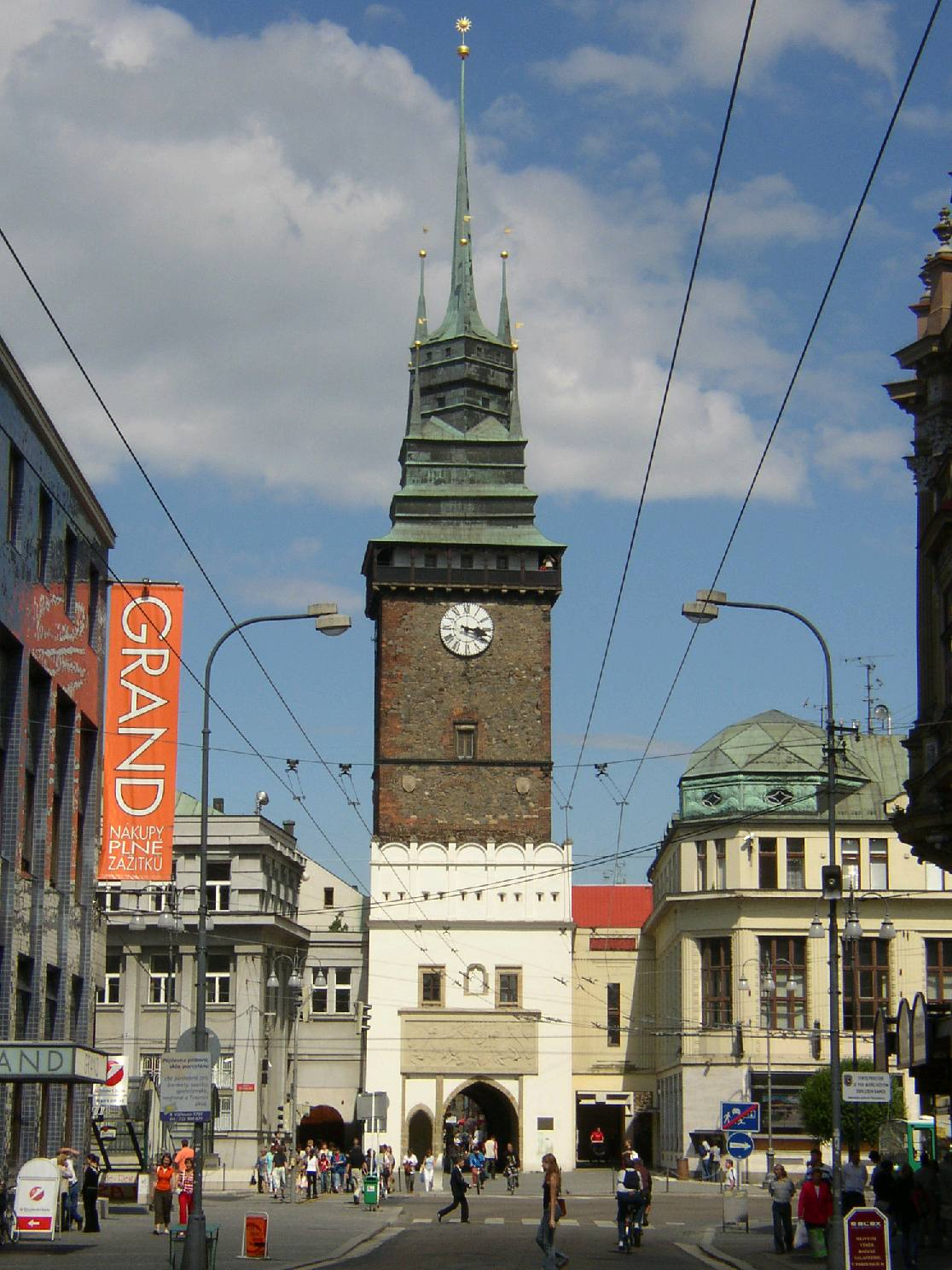
Gröna tornet

Pardubice är en stad i Tjeckien, som ligger i landskapet Böhmen. Den är belägen cirka 100 km öster om Prag och har 89 638 invånare (2016). Genom staden rinner floden Labe (på tyska Elbe).
Orten är känd för sin kemiska industri. Sprängämnet Semtex tillverkas där.

## Kommunikationer
Orten är en betydande järnvägsknut där tåg på den så kallade Europakorridorren passerar. EuroCitytågen på sträckan Berlin-Prag-Pardubice-Bratislava-Wien/Budapest passerar också genom staden.

Pardubice har ett omfattande nät av trådbussar.

## Kända personer
- Dominik Hašek, ishockeymålvakt.
- Sebastien, power metal-band.

## Vänorter
Pardubice är vänort till den svenska staden Skellefteå.